# Enrique Peñaranda
Enrique Peñaranda del Castillo, född 15 november 1892 i La Paz, död 22 december 1969 i Madrid, var en boliviansk militär och politiker och Bolivias president 1940-1943.
Enrique Peñaranda var general i den bolivianska armén vid Chacokrigets utbrott i juni 1932 och dess överbefälhavare från december 1933, hans tid som överbefälhavare präglades av en ständig maktkamp mellan Peñaranda och dåvarande presidenten Daniel Salamanca Urey. Han ledde tillsammans med David Toro och Germán Busch, samtliga tre skulle senare i tur och ordning bli presidenter, den statskupp som den 27 november 1934 avsatte president Salamanca när denne besökte den bolivianska arméns högkvarter i Villamontes med planer på att ersätta Peñaranda med en ny överbefälhavare. Under de kaotiska åren i Bolivia efter krigets slut 1935 spelade han till en början en undanskymd roll i politiken men när landets konservativa krafter beslöt att ena sig bakom en presidentkandidat 1939  nominerade de Peñaranda. Detta i ett försök att stävja de vänsterströmmar som just då rådde i landet och som möjliggjort för Peñarandas båda före detta medkuppmakare, de socialistiskt orienterade Toro och Busch, att bli presidenter. Genom en valkampanj, där man skickligt anspelade på Peñaranda som krigshjälte, valdes han till president under början av 1940.
Peñarandas mandatperiod präglades av den fortsatt svåra ekonomiska situation som rått landet efter det misslyckade Chacokriget och av ständigt återkommande politiska kriser, även i de egna leden. Den 21 december 1942 dödades 19 personer och över 400 skadades när armén öppnade eld mot strejkande gruvarbetare utanför staden Llallagua, händelsen blev känd som Catavimassakern och bidrog till att Peñaranda blev allt mer impopulär. Den 20 december 1943 störtades han av major Gualberto Villarroel som hade klara vänstersympatier.
Efter att ha avsatts tvingades han i exil, han slog sig slutligen ner i Spanien där han levde fram till sin död 1969.